# Akyttara odorocci
Akyttara odorocci là một loài nhện trong họ Zodariidae.
Loài này thuộc chi Akyttara. Akyttara odorocci được Hirotsugu Ono miêu tả năm 2004.